# Kỷ nguyên Việt Nam
Kỷ nguyên Việt Nam (tiếng Anh: Vietnam Era) là một thuật ngữ được Bộ Cựu chiến binh Hoa Kỳ (VA) sử dụng để phân loại những cựu chiến binh từng tham gia chiến tranh Việt Nam. Nhiều cơ quan khác nhau của chính quyền liên bang, tiểu bang và địa phương cũng như các nhà tuyển dụng tư nhân thường dành sự quan tâm đặc biệt cho các cựu chiến binh Kỷ nguyên Việt Nam về việc làm và đôi khi được cộng thêm điểm xét tuyển.
Vì mục đích của VA, theo Bộ luật Quy định Liên bang Chương 38 Đoạn 3.2 (f), Kỷ nguyên Việt Nam là "Giai đoạn bắt đầu từ ngày 1 tháng 11 năm 1955 và kết thúc vào ngày 7 tháng 5 năm 1975, trong trường hợp cựu chiến binh từng tham chiến tại Việt Nam Cộng hòa vào thời gian đó. Giai đoạn này bắt đầu từ ngày 5 tháng 8 năm 1964 và kết thúc vào ngày 7 tháng 5 năm 1975, bao gồm tất cả các trường hợp khác".
Ngày 5 tháng 8 năm 1964 rất có ý nghĩa vì đó là ngày Mỹ bắt đầu ném bom miền Bắc Việt Nam tại Vịnh Bắc Bộ. Hai ngày sau, ngày 7 tháng 8 năm 1964, Quốc hội thông qua Nghị quyết Vịnh Bắc Bộ, trao quyền lực đáng kể cho Chính quyền Johnson hòng tiến hành chiến tranh ở Việt Nam. Trận chiến Vịnh Bắc Bộ được coi là khởi đầu cho sự leo thang mạnh mẽ trong hoạt động của Mỹ tại Việt Nam. Ngày kết thúc chiến tranh được ghi nhận là ngày 7 tháng 5 năm 1975, vì Tổng thống Gerald R. Ford tuyên bố kết thúc chiến tranh vào ngày hôm đó.